# セーヌ (小惑星)
セーヌ (10735 Seine) は小惑星帯に位置する小惑星。ベルギーの天文学者エリック・エルストがヨーロッパ南天天文台で発見した。
フランスを流れる、セーヌ川から命名された。